# Jequié
Jequié es un municipio brasileño, ubicado en el estado de Bahía. Contaba, según el censo de 2022, con 158.813 habitantes.

## Historia

### Orígenes
La palabra Jequié deriva del Tupi, JEQUI: cesta cónica, utilizada como trampa de pescado, teniendo como variaciones cacuri, jequi, jiqui, jiquiá, juquiá, jequié.
El municipio se desarrolló a partir de la feria ocupada que atrajo a comerciantes de todos los rincones de la región a finales del siglo XIX. Perteneciente al municipio de Maracás de 1860 a 1897, Jequié abasteció las regiones sudeste y sudoeste de Bahía, así como la cuenca del río de Contas. Con su creciente importancia como centro de comercio, la ciudad crece linealmente a orillas del río de Contas, que en su momento era más voluminoso y estrecho, y rodeado por un extenso bosque.
El municipio de Jequié es originario de la sesmaria del capitán João Gonçalves da Costa, dueño de la finca Borda da Mata. Éste fue posteriormente vendido a José de Sá Bittencourt, refugiado en Bahía después del fracaso de la Inconfidência Mineira. En 1789, con su muerte, la granja fue dividida entre los herederos en varios lotes. Uno se llamaba Jequié y Barra de Jequié.
A lo largo del curso navegable del Río de Contas, bajaban botes con cultivos hortícolas y otros productos de subsistencia. En el pueblo, los vendedores ambulantes iban de puerta en puerta vendiendo toallas, encajes, telas y otros artículos traídos de las ciudades más grandes. Tropeos llegaron también a Jequié llevando sus productos en la espalda del burro. El punto principal de la reventa de la mercancía de los piragüistas, vendedores ambulantes y tropeiros dio lugar a la actual Plaza Luís Viana, nombrada por un homenaje al gobernador de Bahía que emancipó la ciudad.
Aquí comenzó a desarrollarse la primera feria libre de la ciudad, a partir de 1885, con la decisión de los comerciantes italianos: José Rotondano, José Niella y Carlos Marotta, de comprar todo el excedente de canoeros y otros productores.
Desarrollo urbano y crecimiento económico
El 1 de septiembre de 1923 fue instalada la agencia del Banco do Brasil en Jequié. Primero funcionó en el "Sobrado de los Grillos", luego fue a la Avenida Rio Branco, luego a la Plaza Ruy Barbosa, y en los días actuales funciona en la calle de Italia. La ciudad fue la primera de la región suroeste de Bahía en tener una agencia del Banco do Brasil.
A pesar de las acciones de deforestación que acabaron con el Río de Contas, imposibilitando la navegación, la ciudad se mantuvo firme hacia el progreso y, en 1927, celebró la llegada del "Ferrocarril de Nazaret". En esa época, Jequié era la cuarta ciudad más importante de Bahía y tenía en el comerciante Vicente Grillo su gran mérito. En 1930, con el advenimiento de la Revolución, el entonces alcalde Geminiano Saback tuvo que abandonar el puesto, interrumpiendo así su proyecto de pavimentar la ciudad.
Durante la administración de la abogada Virgílio de Paula Tourinho (1934-1937), la ciudad entró en una serie de trabajos nunca vistos. La feria fue trasladada de Praça Ruy Barbosa a Praça da Bandeira, donde antes había un mangueiro. Las calles del centro fueron pavimentadas y la zona del meretrício fue trasladada del Callejón de la Cochicho (Rua Damião Vieira) a la antigua Ladeira do Maracujá, ahora parte de la calle Manuel Vitorino, que en ese momento estaba fuera del perímetro urbano.
Con la reforma ortográfica de 1943, un grupo de intelectuales propuso cambiar la ortografía del nombre de la ciudad a "Jiquié", una idea que no vengó. En 1948, la retirada de una gameleira centenaria, ubicada en la plaza Ruy Barbosa, causó gran conmoción popular. En el mismo año, artistas e intelectuales cantan y publican poesía para honrar el árbol desaparecido.
Durante los años 40 y 50, las diversas lagunas que existían cerca del centro fueron desembarcadas. De acuerdo con el discurso presentado por los políticos de la época, que obstaculizan el crecimiento de la ciudad. Fue un grave error. Esta actitud, combinada con la destrucción del bosque ribereño del Río de Contas, contribuyó a aumentar el clima de Jequié. Lagoa do Maringá (actualmente amplia), la laguna de "Manga do Costa" (actual Centro de Abastecimiento Vicente Grillo) y la laguna que se encuentra en la parte trasera del Jequié Tennis Club. En este último, a finales de los años 30, había práctica de deportes como remo, natación y otras recreaciones.

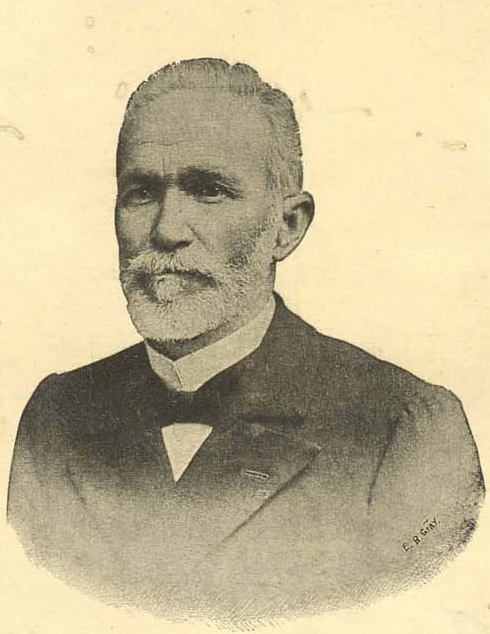
Luís Viana (1846-1920), magistrado, gobernador de Bahía (Brasil), 1896-1920.

## Turismo

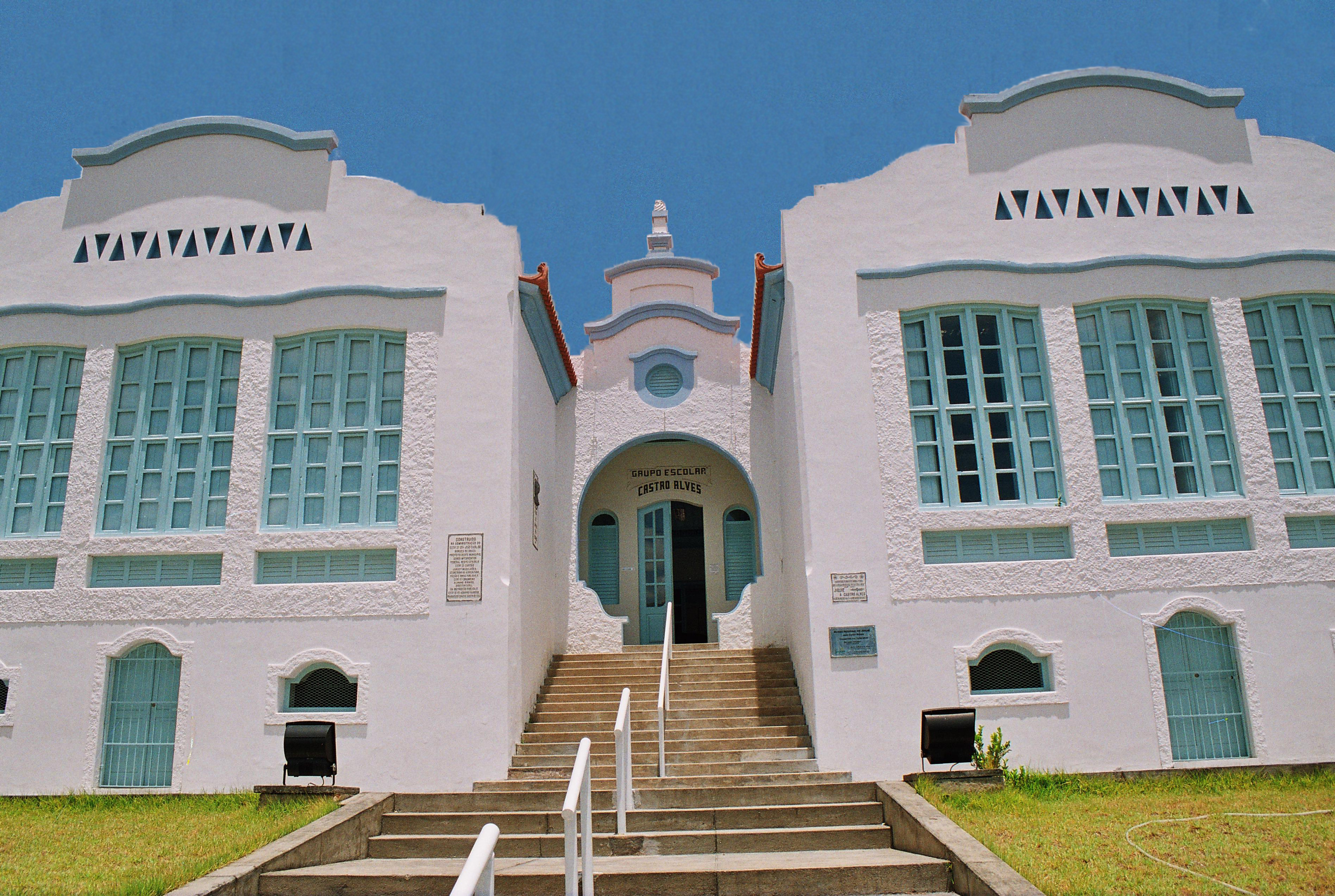
Museo Histórico Jequié.

Em Jequié a Catedral embeleza a cidade, e como destaque a cachoeira do Rio das Pedras y a Prainha

Jequié é originado da sesmaria do capitão-mor João Gonçalves da Costa, que sediava una Fazenda Borda da Mata. O principal punto de revenda de las mercancías de los canoeiros, mascates y tropeiros de origen en el actual Praça Luís Viana, que tiene ese nombre debido a una homenaje a gobernador que emancipou una ciudad. O prédio, donde funciona el Museo Regional de Jequí, estilo colonial colonial. Fue el primer prédio público de Jequié, durante los años del Grupo Escolar Castro Alves. O Museu de Jequié guarda o acervo histórico de la ciudad: documentos, fotos, máquinas y otros objetos antiguos que pertenecen a varias familias que ayudaron en la colonización de la ciudad. A Casa de Cultura con entrada gratuita, protegida por Prefeitura Municipal de Jequié, es un lugar que ofrece espacio y incentivo a las manifestaciones artísticas. Ofrece oficinas de teatro, teatro, cerámica y pintura, además de la programación cultural con presentaciones teatrales, musicales, palestras, exposiciones de arte y exhibición de películas. Una catedral de Santo Antônio, localizada en la Plaza de Castro Alves, no centro, es una construcción del siglo XIX, inaugurada en 1889. Una Catedral en la ciudad de la ciudad de los templos diariamente por la mañana. Una cachoeira do Rio das Pedras se encuentra a 6 km de la sede del distrito de Florestal y se encuentra cerca de 400 metros. A Prainha es otra de las playas de Jequié, trata de una playa artificial a las margens de Barragem da Pedra, en la ladeira de quixaba....

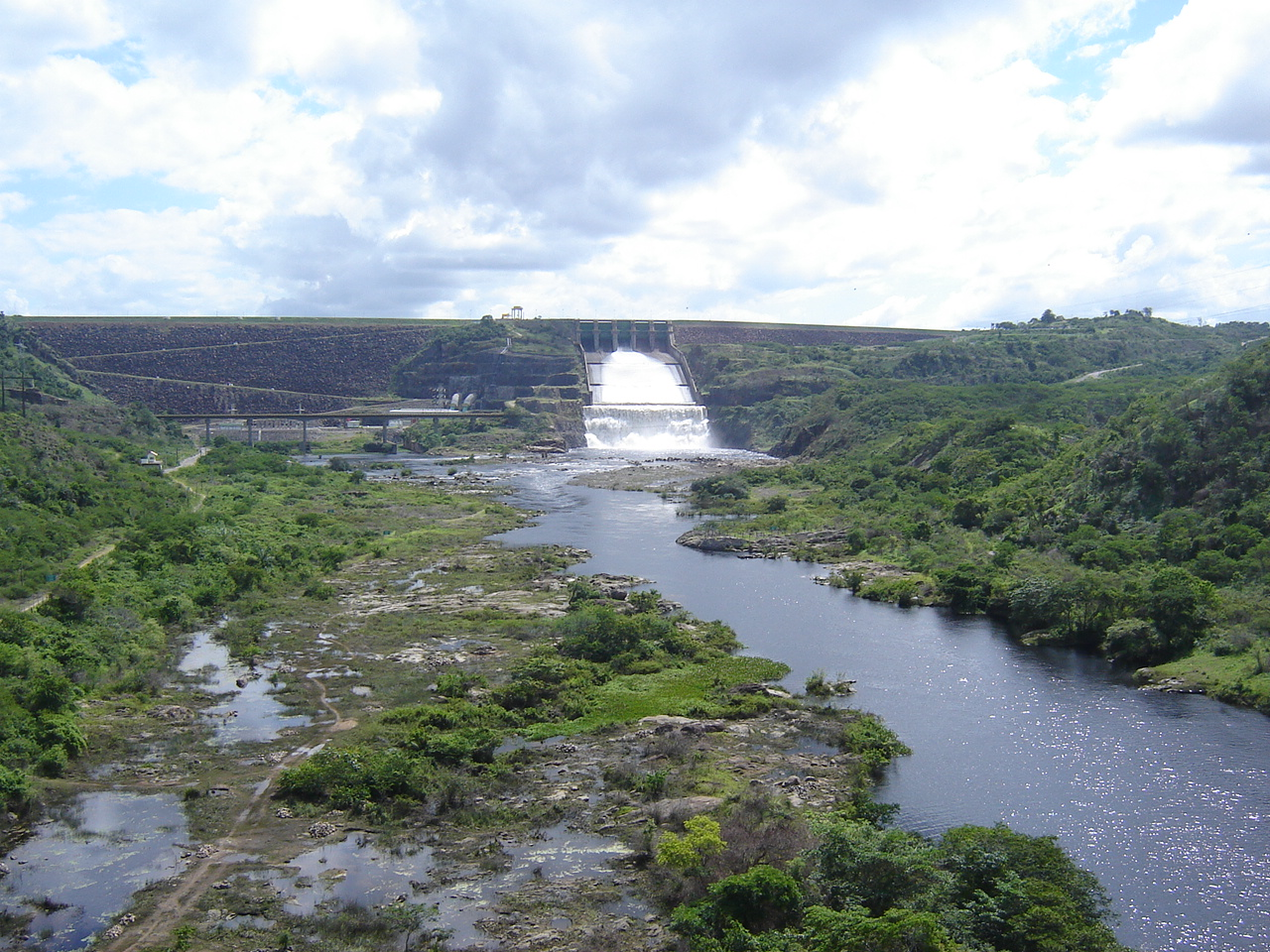
Barragem da Pedra do Cavalo, en el municipio de Cachoeira - Bahia - Brasil.

La Represa de Piedra del Caballo es una presa del río Paraguaçu, que nace en la Chapada Diamantina, ubicada a unos 2 km de las sedes de los municipios de Cachoeira y São Félix y 120 km de Salvador, en el estado brasileño de Bahía. El Río Paraguaçu (o paraguassu) desagua en el estuario de la bahía de Iguape en el municipio de Maragojipe.
El principal problema que presenta Jequié, y su principal dificultad para atraer turistas es la violencia. Según el Forum Brasileiro de Segurança Pública, con 88,8 homicidios cada 100.000 habitantes, Jequié es la ciudad más violenta de Brasil.

## Religión
La mayoría de la población es cristiana, siendo parte perteneciente a la Iglesia Católica, y otra, de protestantes.
Catolicismo
El catolicismo llega en Jequié con los portugueses, y es fortalecido aún más después de la llegada de los inmigrantes italianos a finales del siglo XIX. El patrono de la ciudad, Santo Antônio, fue elegido en un consenso entre estas dos presencias pioneras, pues el santo nació en Portugal y tuvo una participación muy importante en Italia. La primera iglesia de San Antonio fue construida a finales del siglo XIX, pero se desplomó con la terrible inundación del Río das Cuentas en el año 1914. Una segunda fue concluida a finales de la década de 1930, exhibiendo un estilo neogótico y siendo considerada hasta hoy una De las más bellas del interior de Bahía. Su reloj vino de Italia y fue un regalo del capitalista Vicente Grillo. La diócesis de Jequié está compuesta por cuatro regiones pastorales, que a su vez se divide en treinta parroquias. De las parroquias se destacan:
Catedral de San Antonio de Padua - Centro
Nuestra Señora del Perpetuo Socorro - Jequiezinho
Nuestra Señora de las Gracias - Joaquim Romão
Convento de los Padres Pasionistas - Jequiezinho
San José Obrero - San José
Iglesia Sagrada Corazón de Jesús - Mandacaru
Protestantismo
Los protestantes llegan en Jequié en la década de 1890 y son mayoritariamente bautistas. El primer templo protestante inaugurado en la ciudad fue el de la Iglesia Evangélica Baptista, situada en la calle de las Pedrinhas, y posteriormente Primera Iglesia Bautista, ya en la Rua Dom Pedro II, el 8 de diciembre de 1901. En los años 1950 la Asamblea de Dios gana sus primeros Fieles en Jequié, no tardando en obtener una enorme popularidad. A partir de ahí hubo un crecimiento cada vez mayor de las iglesias pentecostales y neopentecostales, que aparecieron de inicio en las periferias y luego se extendieron por toda la ciudad. Las promesas de sanación divina y los milagros, muchos de ellos comprobados hasta por la medicina humana, atrajeron a miles de fieles. Últimamente estas vertientes del protestantismo, como a Dios es Amor, la Universal del Reino de Dios y la Mundial del Poder de Dios, vienen presentando un gran y significativo crecimiento. Entre las iglesias protestantes, se destacan:
- La Comunidad Evangélica Dios es Fiel - Joaquim Romão (Templo Sede)
- La Comunidad Evangélica Dios es Fiel - Amaralina (2ª Iglesia)
- La Comunidad Evangélica Dios es Fiel - Ciudad Nueva (3ª Iglesia)
- La Comunidad Evangélica Dios es Fiel - Mandacarú (7ª Iglesia)
- La Comunidad Evangélica Dios es Fiel - Jardín Tropical (5ª Iglesia)
- La Comunidad Evangélica Shema - Joaquim Romão
- Primera Iglesia Bautista de Jequié - Centro
- Iglesia Bautista Monte Horebe - Centro
- Iglesia Bautista del Jequiezinho
- Iglesia Bautista Sion - Campo de América y Loteamiento Sol Naciente
- Iglesia Bautista Betania - Joaquim Romão
- Iglesia Adventista del Séptimo Día - Centro
- Iglesia Adventista del Séptimo Día - Cansanación
- Iglesia Adventista del Séptimo Día - Joaquim Romão I
- Iglesia Adventista del Séptimo Día - Jequiezinho
- Iglesia Adventista del Séptimo Día - Jardín El Dorado
- Congregación Cristiana en Brasil
- Iglesia del Evangelio Cuadrangular - Jequiezinho
- La Iglesia Presbiteriana Renovada - Joaquim Romão
- Iglesia Presbiteriana Brasil - Jequiezinho
- Iglesia universal del Reino de Dios
- El Shadai [24]
- Iglesia Bautista Independiente Belén - Jequiezinho

Mormonismo
Los primeros misioneros de la Iglesia de Jesucristo de los Santos de los Últimos Días llegaron en Jequié en diciembre de 1990. Llegaron cuatro misioneros que se reunieron en una casa. Ahora tiene dos ramas de la iglesia, y se reúnen en Plaza Otaviano Saback, 155, Centro

### Tráfico

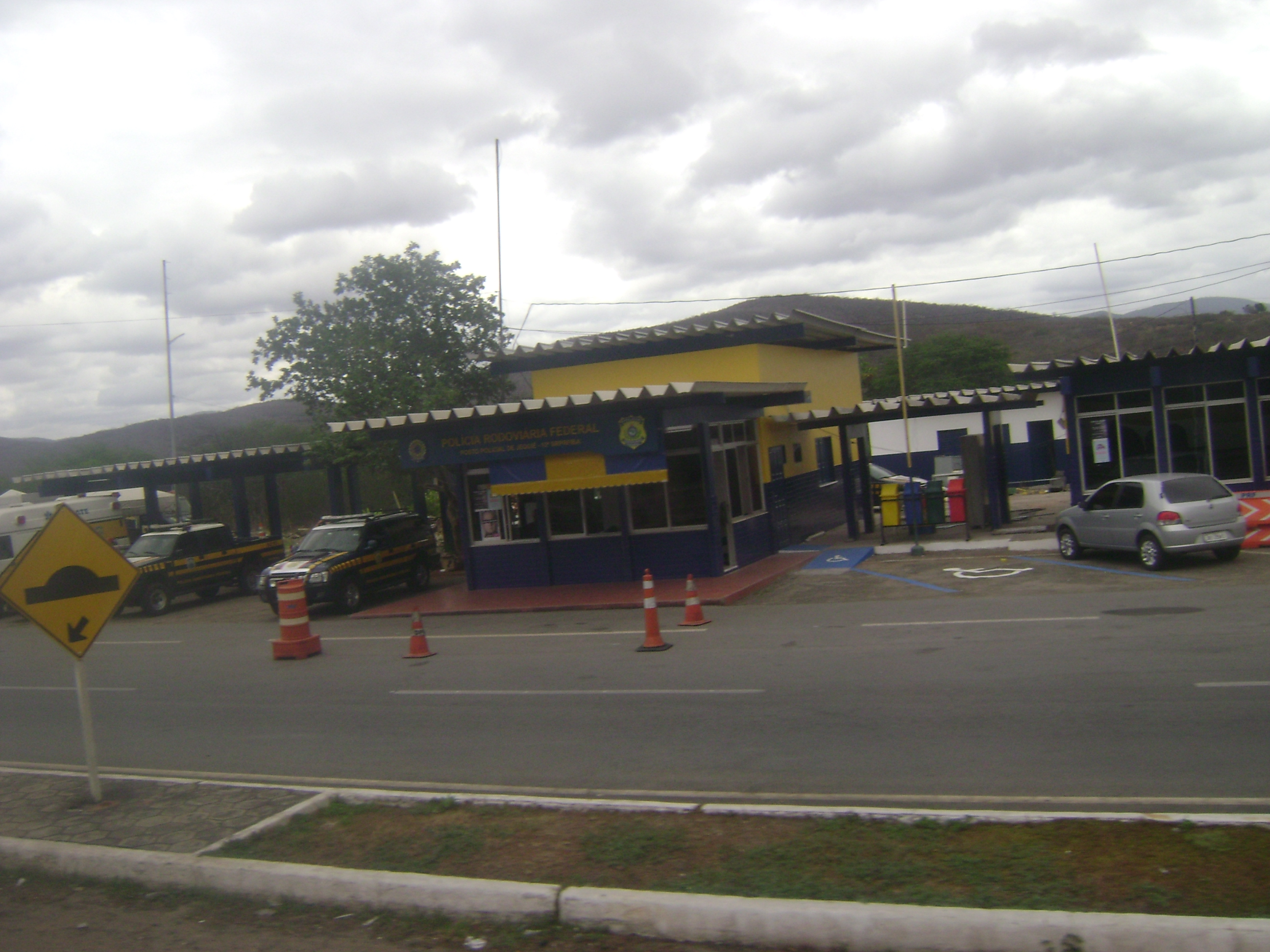
De la Policía Rodoviária Federal en Jequié, Bahía, Brasil..

Jequié es cortada literalmente por las carreteras federales BR-116 y BR-330. La primera hace la conexión longitudinal norte-sur, con una extensión municipal de 60 km, además de tener en la BR-330 la conexión entre la Chapada Diamantina y la Zona Cacaueira. En las carreteras estatales tenemos las BA-130, BA-547, BA-549, BA-555, BA-558 y BA-891. 

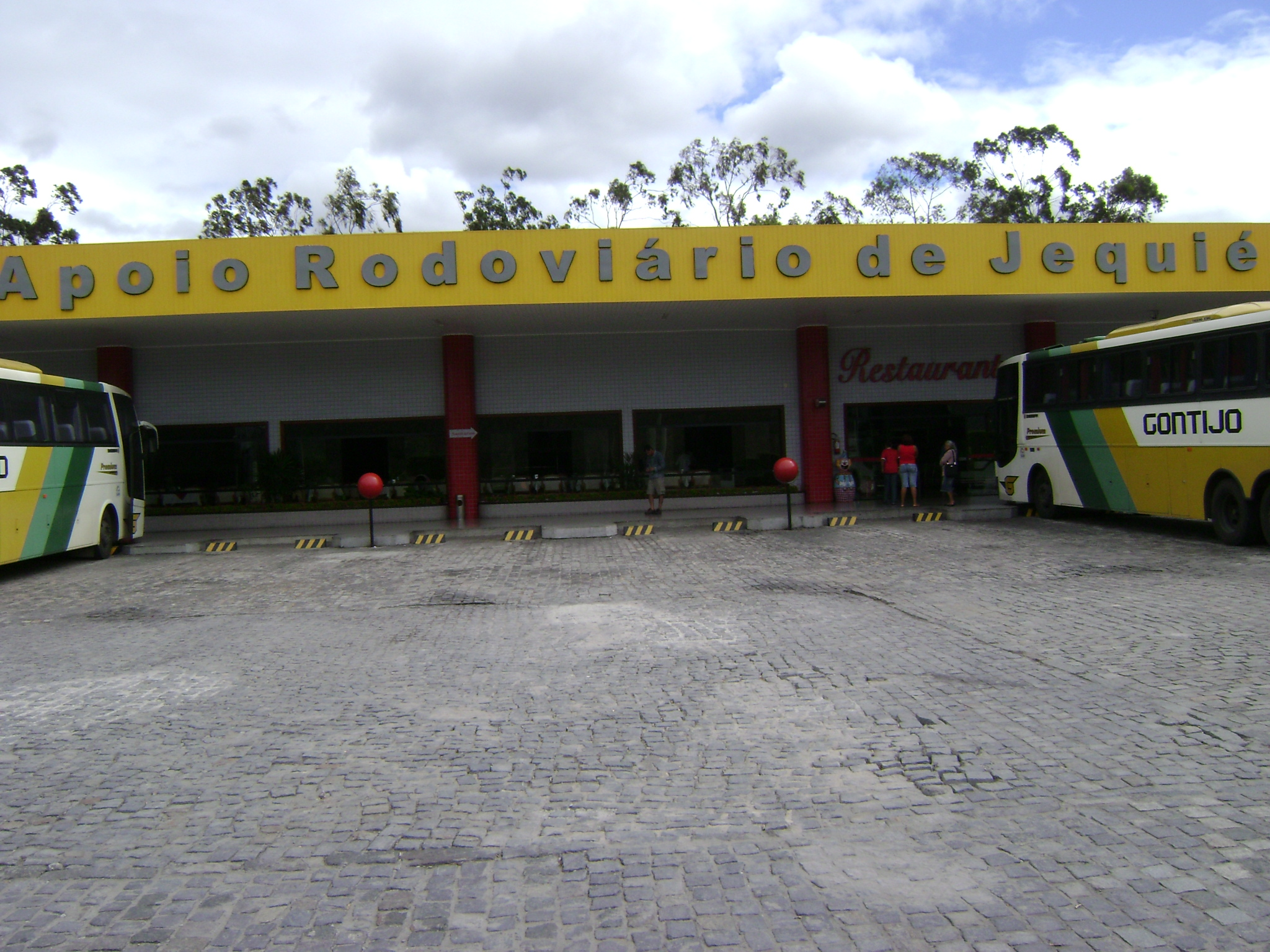
Estación de autobuses de Jequié

### Imágenes

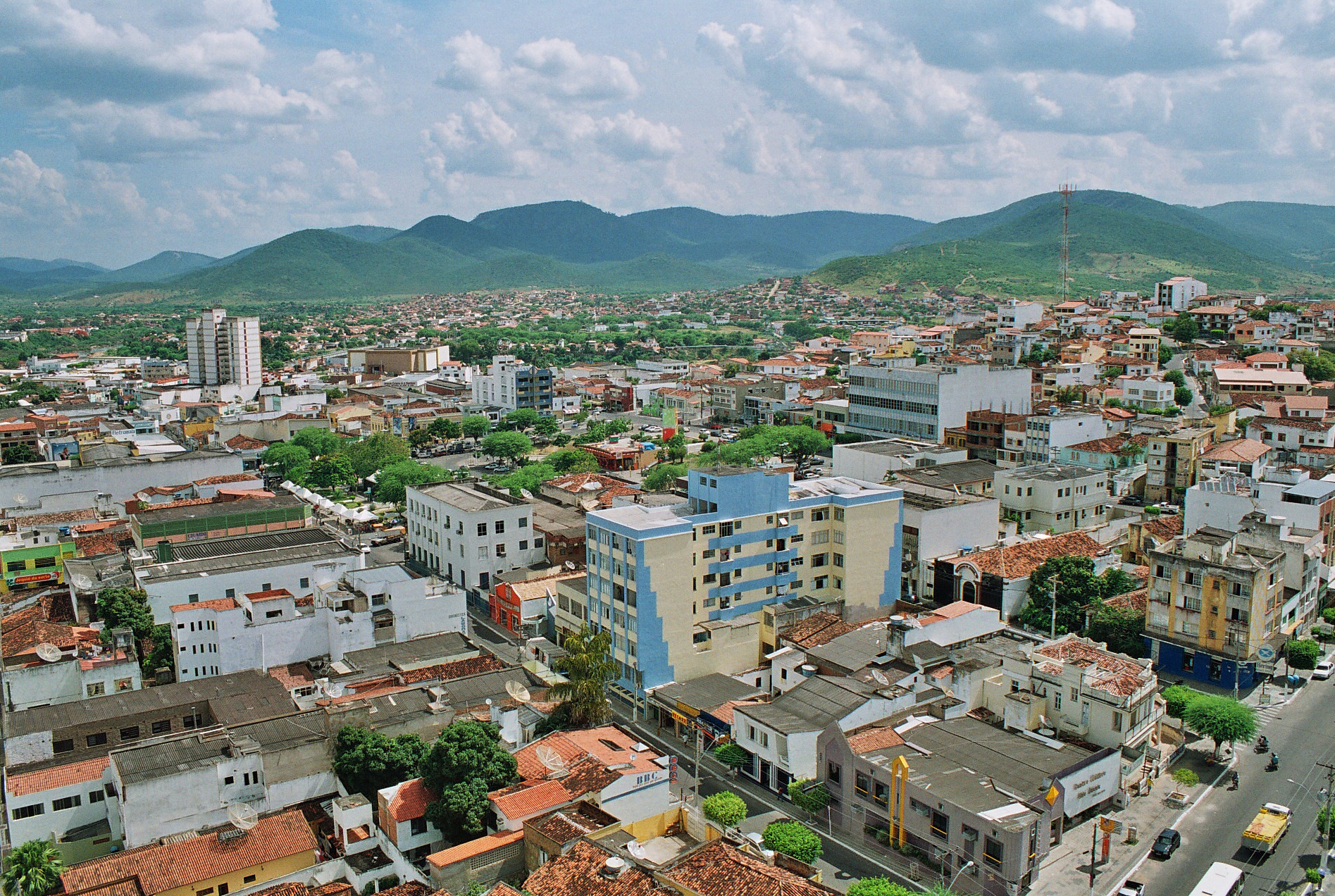
Centro de Jequié.
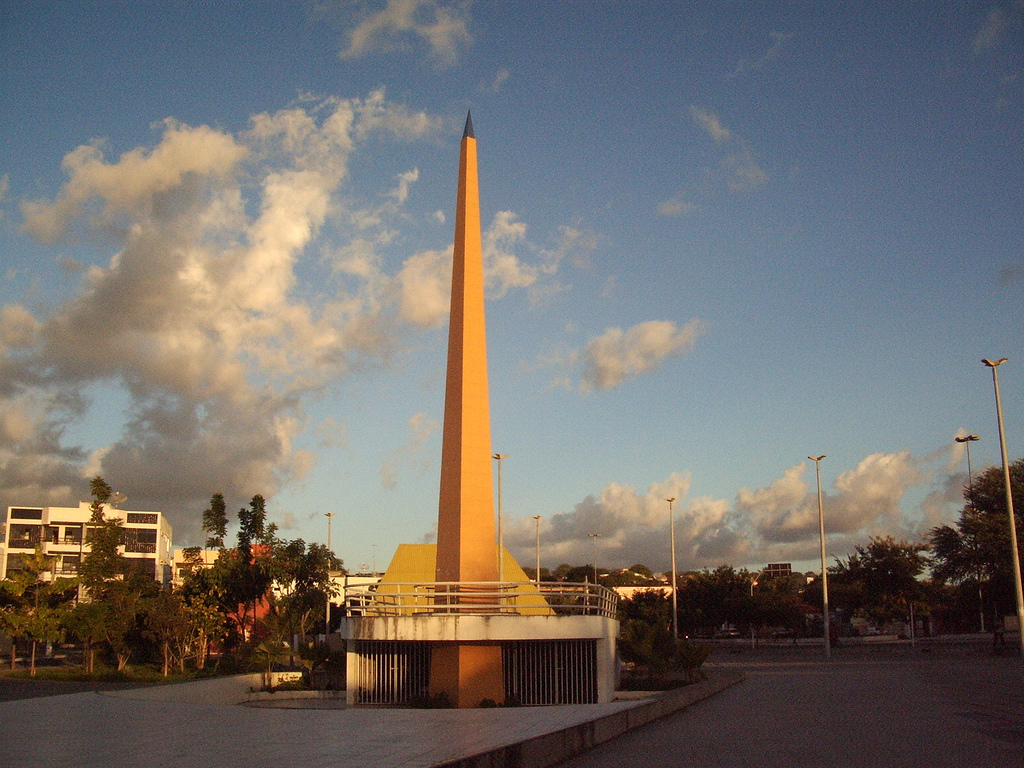
Plaza de Ademar Nunes Vieira, conocida como "Plaza de la biblia", en el barrio de Jequiezinho.

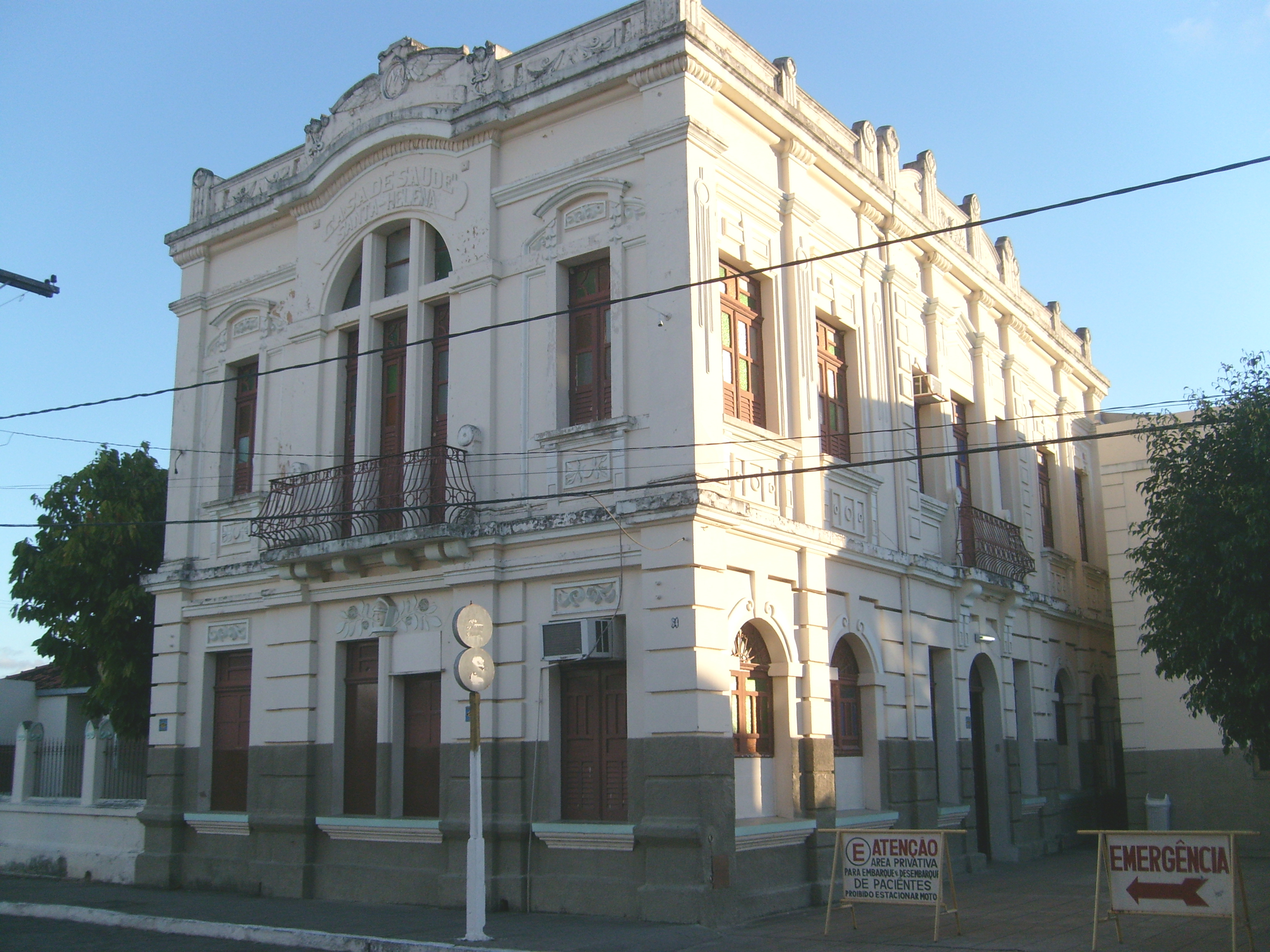
Edificio de Santa Helena.
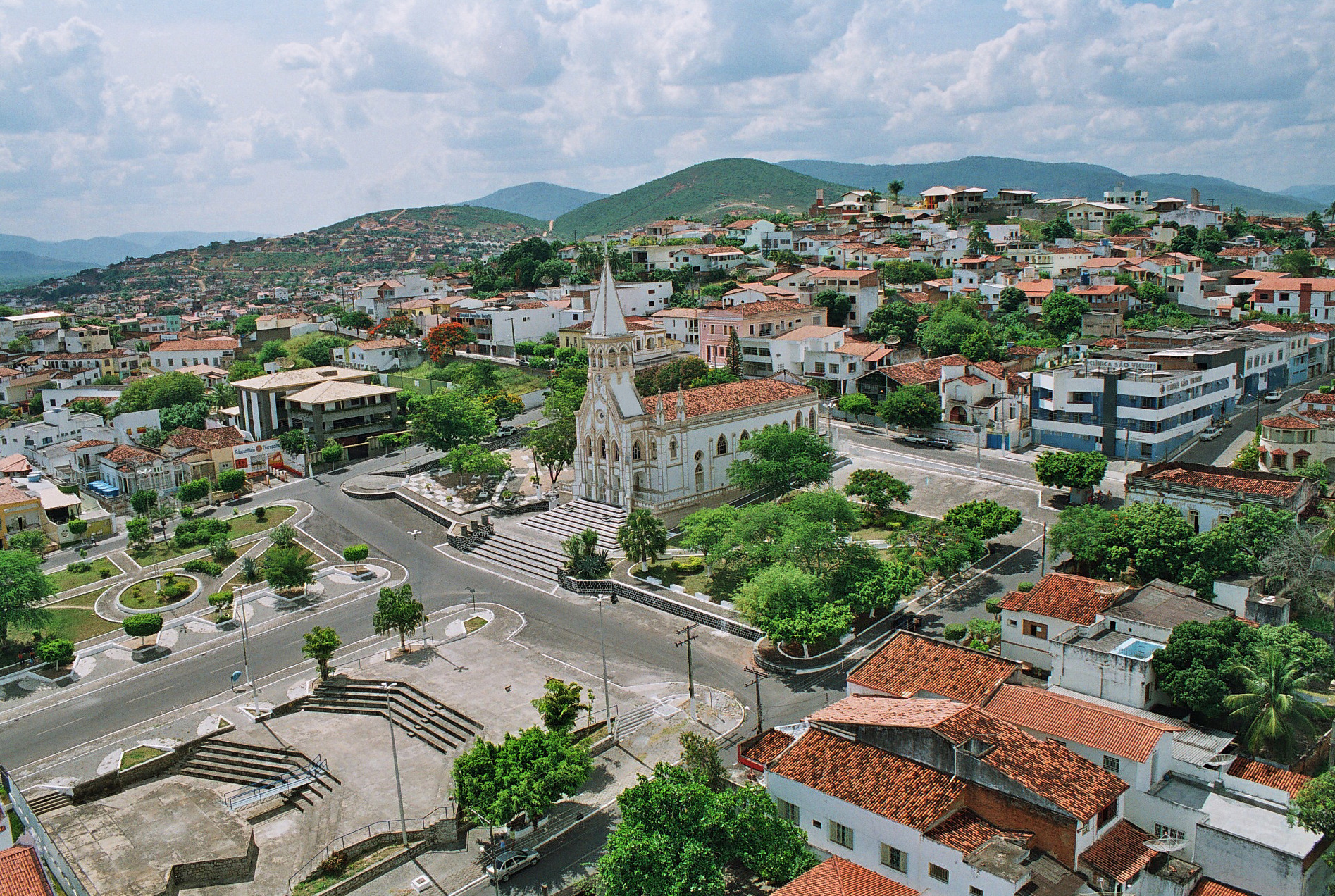
Vista de la ciudad del sol.
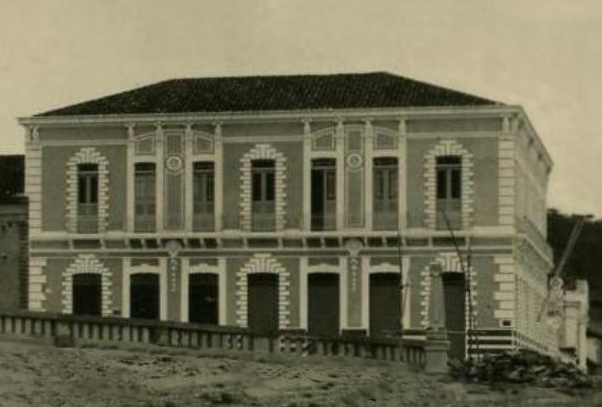
Edificio ya demolido que era un símbolo de la colonia italiana en la ciudad.